# Campagne pour le milliard d'affamés chroniques
La campagne pour le milliard d'affamés chroniques est menée par l’Organisation des Nations unies pour l'alimentation et l'agriculture un organe intergouvernemental chargé de défendre les affamés et d’aider les nations pauvres à développer leur secteur alimentaire et agricole.
À cause de la forte hausse des prix en 2007-2008, l’organisation au début du 2009 a signalé un nombre de sous-alimentés dans la planète montant à 1.02 milliard de personnes.

## Campagne en ligne
Le Conseil de l'Organisation des Nations unies pour l’alimentation et l’agriculture avait approuvé en juin 2009 l’organisation d’un Sommet mondial sur la sécurité alimentaire le 16–18 novembre pour adresser le problème de la forte hausse du nombre des victimes de la faim.
Avant le Sommet et dans l’effort de faire pression aux gouvernements pour qu’ils engagent les fonds nécessaires et donnent la priorité à l’alimentation et à l’agriculture, la FAO a lancé une campagne en ligne pour éradiquer la faim et a invité le public à signer la pétition. La FAO a appelé également à une grève mondiale de la faim de 24 heures avant le Sommet. Avant le début du Sommet le Directeur général de la FAO Jacques Diouf a commencé sa grève de 24 heures dans le hall du siège de l'Organisation à Rome solidaire avec les affamés.

## Pays qui ont réduit le nombre de sous-alimentés
L'organisation a annoncé avant le début du Sommet que des pays comme le Brésil, le Nigeria et le Viet Nam ont réussi à contrer la faim en favorisant les petits agriculteurs et le secteur rural. La FAO a annoncé que les trois pays font partie des 31 pays parmi les 79 qui ont enregistré une baisse considérable dans le nombre des personnes sous-alimentées depuis le début des années 1990.

## Soutien des Ambassadeurs de bonne volonté
Le programme des Ambassadeurs de bonne volonté de la FAO comprend Carl Lewis, Fanny Lu, Pierre Cardin, Roberto Baggio et d'autres. Ils ont indiqué qu'ils soutiendront la campagne d'un milliard d'affamés et ils encouragent les autres à signer la pétition.